# Aloe ferox x microstigma
Aloe ferox X microstigma é uma espécie de liliopsida do gênero Aloe, pertencente à família Asphodelaceae.